# Maria Haidinger
Maria Haidinger (* 9. August 1950 in Salzburg) ist eine ehemalige österreichische Politikerin (ÖVP) und Gynäkologin. Sie war von 1999 bis 2004 Landesrätin in der Salzburger Landesregierung.

## Leben
Haidinger besuchte von 1956 bis 1960 die Volksschule in Salzburg-Nonntal und absolvierte danach von 1960 bis 1969 das Bundesrealgymnasium Salzburg. Nachdem sie 1969 die Matura abgelegt hatte, studierte sie ab 1969 Medizin an der Universität Wien und promovierte 1976 zur Dr. med. univ. 1977 begann sie ihre Ausbildung zur Fachärztin für Frauenheilkunde und Geburtshilfe am Landeskrankenhaus Salzburg, 1988 wurde sie Oberärztin an der Abteilung für Gynäkologie am Landeskrankenhaus Salzburg. Maira Haidinger machte sich 1991 mit der Eröffnung einer eigenen Praxis als Gynäkologin selbständig und gründete 1994 zudem das Gesundheitszentrum „ISIS - Gesundheit und Therapie für Frauen“, dessen Obfrau sie bis 2002 war. Nach ihrem Ausscheiden aus der Landesregierung kehrte Haidinger wieder in ihre Ordination zurück. Als Schwerpunkte ihrer Praxis bezeichnet sie die Beratung und Behandlung von Frauen in den Wechseljahren, die Behandlung von Frauen mit Brustkrebs, Gebärmutter und Eierstockkrebs und die Behandlung von Zyklusstörungen bei jungen Mädchen und Frauen, sowie Beratung bei der Verwendung der Antibabypille.
Maria Haidinger ist die Mutter der im Salzburger Stadtrat für die NEOS sitzende Barbara Unterkofler.

## Politik und Funktionen
Haidinger wurde 1995 Vorstandsmitglied der Österreichischen Krebshilfe der Sektion Salzburg und übernahm 2001 die Funktion der Obfrau der Salzburger Hospizbewegung. In der Landesregierung Schausberger II war sie vom 27. April 1999 bis zum 28. April 2004 Landesrätin für Gesundheit und führte unter anderem die Ressortsandesspitäler und Kinderbetreuung.

## Auszeichnungen
- Goldenes Ehrenzeichen des Landes Salzburg (2006)[2]